# Intérim de Leipzig

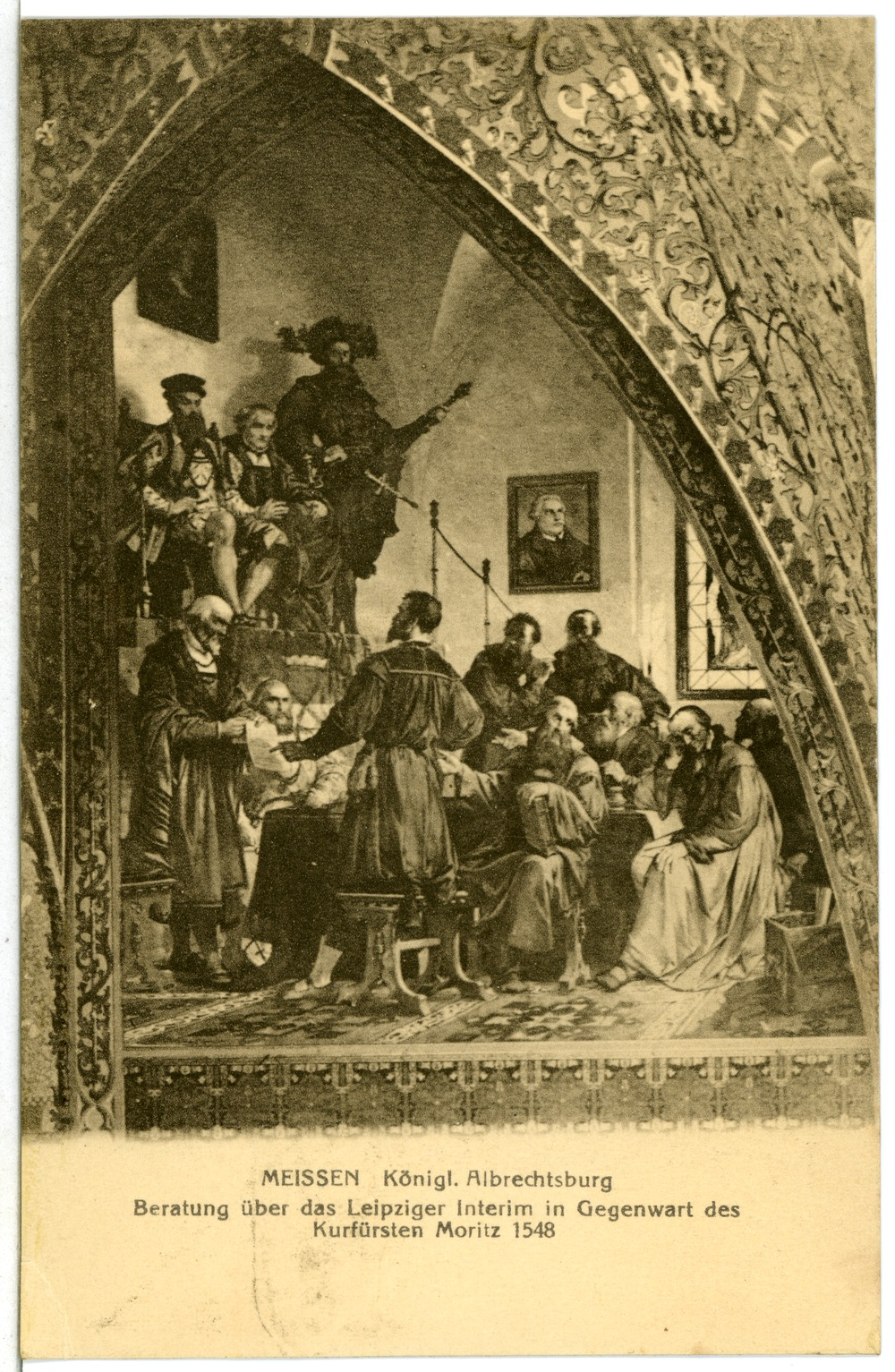
Une réunion de l'Intérim de Leipzig, peinture murale à l'Albrechtsburg à Meissen.

L'interim de Leipzig, connu en Allemagne sous le nom d'Articles de Leipzig, est l'un des nombreux accords temporaires entre l'empereur Charles Quint et les luthériens allemands après la guerre de Smalkalde. Il est présenté à une assemblée d'États saxons en décembre 1548. Bien que non adopté par l'assemblée, il est publié par ses détracteurs sous le nom d'Intérim de Leipzig.
L'intérim d'Augsbourg de 1548 rencontre une forte opposition chez les luthériens. Afin de le rendre plus acceptable, une modification est introduite par Philippe Mélanchthon et d'autres théologiens protestants missionnés par l'électeur Maurice de Saxe. Durant plusieurs mois, plusieurs réunions ont lieu entre des théologiens luthériens, des dirigeants catholiques romains et des conseillers politiques, dont une réunion à l'Abbaye d'Altzelle en novembre 1548. Les luthériens tentent d'expliquer ce qu'ils considèrent comme des points essentiels de la doctrine, la justification entre autres. Ils négocient sur des éléments accessoires du culte, tels que la confirmation, l'utilisation de bougies, les vêtements, les jours saints, etc.
Le document est présenté à l'assemblée saxonne à Leipzig en décembre 1548 ; il n'est pas adopté par les États de l'électorat de Saxe, bien que certaines parties en aient ensuite été appliquées sélectivement à certaines régions du pay. Sa forme définitive est déterminée par des conseillers politiques et non par les théologiens.
Les controverses entourant l'intérim de Leipzig provoquent une scission du côté protestant entre les philippistes et les gnesio-luthériens, les controverses adiaphoriques. En 1552, Maurice de Saxe dirige une coalition contre Charles Quint, qui aboutit à la paix de Passau et enfin à la Paix d'Augsbourg de 1555, qui enterre définitivement l'intérim d'Augsbourg et les négociations connexes comme l'intérim de Leipzig.